# Josep Maria Nogués Salvatella
Josep María Nogués Salvatella (Barcelona, 29 d'abril de 1969), és un entrenador de futbol català.

## Trajectòria
Després de la gran temporada 06/07 realitzada a l'Écija Balompié, va aixecar l'expectació de diversos equips de Segona Divisió i va recalar al Reial Betis Balompié B. La temporada del seu debut al conjunt sevillà, es va fer càrrec del primer equip el 7 d'abril de 2009 per la destitució de Paco Chaparro. Malgrat tot, no va poder evitar el descens.
A final de la temporada, a Nogués se li va comunicar que no seguiria al capdavant del primer equip la següent campanya. El tècnic, que va rebre una proposta per seguir vinculat a l'entitat verdiblanca, va decidir signar pel Club Polideportivo Ejido per a la pròxima campanya.
Després dels greus problemes econòmics del CP Ejido, a principi de 2010 comunica la seva marxa al Gimnàstic de Tarragona com a director esportiu del conjunt català. Al final de la temporada 2009-10 és desacreditat pel Consell, que culpa la seva gestió del reduït pressupost per a la temporada 2010-11 dels mals de l'equip de Luis César.
Després de la mala temporada 2011/12, que culminaria amb el descens de categoria del Gimnàstic de Tarragona, va ser acomiadat com a director esportiu abans d'acabar la campanya i demandà el club per un deute de gairebé 75.000 euros.
Posteriorment ha entrenat equips a Algèria, com ara el Paradou AC i el CA Bordj Bou Arreridj.